# Mauro De Pellegrin
Mauro De Pellegrin (ur. 10 października 1955 w Castelnovo di Sotto) – włoski kolarz szosowy, srebrny medalista mistrzostw świata.

## Kariera
Największy sukces w karierze Mauro De Pellegrin osiągnął w 1977 roku, kiedy wspólnie z Mirko Bernardim, Vito Da Rosem i Dino Porrinim zdobył srebrny medal w drużynowej jeździe na czas na mistrzostwach świata w San Cristóbal. Był to jednak jedyny medal wywalczony przez niego na międzynarodowej imprezie tej rangi. W tej samej konkurencji Włosi z De Pellegrinem w składzie zajęli też między innymi piąte miejsce na rozgrywanych cztery lata później mistrzostwach świata w Pradze oraz siódme podczas mistrzostw świata w Valkenburgu w 1979 roku. W 1980 roku wystartował na igrzyskach olimpijskich w Moskwie, gdzie wraz z kolegami z reprezentacji był piąty w drużynowej jeździe na czas. Ponadto w 1978 roku wygrał włoski Coppa Varignana, a na rozgrywanych rok później igrzyskach śródziemnomorskich w Splicie zdobył złoto w drużynowej jeździe na czas.